# Nicolai Lorenzoni
Nicolai Lorenzoni (* 1. Mai 1992 in Liestal, Schweiz) ist ein deutscher Fußballspieler. Er besitzt die Staatsbürgerschaften der Schweiz und Deutschlands. Bevorzugt spielt er auf der linken Außenverteidigerposition, er kann aber auch im Mittelfeld eingesetzt werden.

## Vereinskarriere
Nicolai Lorenzoni wurde in der Schweiz geboren, lernte aber in Herten (Rheinfelden) das Fußballspielen. Später spielte er beim Schweizer Topverein FC Basel und war dort Kapitän der D-Jugend. Freunde, andere Hobbys und seine Leistungen in der Schule mussten unter dem Training leiden und Lorenzoni hatte nach eigener Aussage Probleme, damit umzugehen. Lorenzoni spielte fortan bei seinem Heimatverein SV Herten in der Kreisklasse. Seiner Meinung nach war der Wechsel zu den Hertenern seinerzeit „das Beste, was“ er „tun können.“ Der Traum von einer Karriere im Berufsfußball war zwar laut eigener Aussage „erst einmal in weiter Ferne“, doch er entdeckte wieder seine Leidenschaft für den Fußball nachdem er wieder „mit seinen alten Mannschaftskameraden“ zusammen auf den Platz stand.
Als 17-Jähriger ging er schließlich in die Fussballschule des SC Freiburg, wo er zunächst dem Kader der U-17 angehörte. Bald schaffte er den Sprung in die U-19, und im Frühjahr 2011 stand er in zwei Partien der Profis im Kader, ohne zum Einsatz zu kommen. Von 2009 bis 2011 besuchte er die Max Weber-Schule in Freiburg. In der Saison 2010/11 gewann er zudem mit den von Christian Streich trainierten A-Junioren den Junioren-Vereinspokal. Er selbst war Stammspieler und spielte auch im Finale durch; im Endspiel galt er als der auffälligste Akteur. Zur Saison 2011/12 wurde er in die zweite Mannschaft des Vereins befördert, in der er ebenfalls zur Stammelf zählte.
In der Saison 2013/14 wurde er als einer von 13 Spielern der zweiten Mannschaft für den Europa-League-Kader gemeldet. Am dritten Spieltag der Gruppenphase gegen GD Estoril Praia erhielt er den Vorzug vor Christian Günter und kam so zu seinem ersten Profispiel überhaupt. Am 1. Dezember 2013 gab er beim Auswärtsspiel gegen Borussia Mönchengladbach sein Bundesliga-Debüt, als er in der 82. Minute für Francis Coquelin eingewechselt wurde. In der Saison 2014/15 gehörte er nicht mehr dem Freiburger Profikader an.
Im August 2014 absolvierte er ein Probetraining beim SC Preußen Münster, wurde jedoch nicht verpflichtet. Ein halbes Jahr später wurde er beim Drittligisten Chemnitzer FC vorstellig und wurde von diesem schließlich bis Sommer 2016 verpflichtet. Nach einer Zwischenstation bei TuS Koblenz in der Saison 2017/18 wechselte er 2018 weiter zum FC Rot-Weiß Erfurt in die Regionalliga Nordost. Hier blieb er eine Saison, bevor er sich dem Verein SSV Sand 1910 e. V. aus der Verbandsliga Hessen-Nord anschloss. Zum 1. Juli 2020 schloss sich Lorenzoni dem Lichtenauer FV aus Hessisch Lichtenau an, die aufgrund der Quotientenregelung den Aufstieg von der Gruppenliga Kassel II (Hessen) in die Verbandsliga Hessen-Nord geschafft hatten. Von 2021 bis 2023 spielte er für den KSV Baunatal in der Hessenliga, seit 2023 ist er Spielertrainer in der Gruppenliga bei der SG Hombressen/Udenhausen.

## Nationalmannschaft
Im Spätsommer 2011 kam Lorenzoni in einer internationalen Spielerunde für die deutsche U-20-Nationalmannschaft zum Einsatz. Seinen Einstand gab er am 31. August des Jahres bei einem 4:2-Sieg gegen Polen.

## Erfolge
- Junioren-Vereinspokalsieger: 2011